# Talaixà
Talaixà és un petit nucli de població pertanyent al terme municipal de Montagut i Oix. Les cròniques daten el nucli de Talaixà als voltants del segle ix; trobant-se la primera referència escrita cap a l'any 872.
Talaixà era un ens municipal independent a principis del Segle XIX, però va ser agregat al municipi d'Oix entre 1832 i 1842 (el 1972 Oix va ser incorporat a Montagut, per esdevenir més endavant el municipi de Montagut i Oix). El terme de Talaixà, abans de la seva incorporació a Oix, comprenia també la Vall d'Hortmoier, donat que la parròquia d'aquesta població havia passat a ser sufragània de la d'Oix el 1585 (la parròquia de Talaixà aviat també va ser unida a la d'Oix el 1614).
L'any 1918 a la zona hi habitaven prop de 130 persones, patint un fort despoblament a la segona meitat del segle xx, arribant als 10 habitants el 2009.

## Talaixà

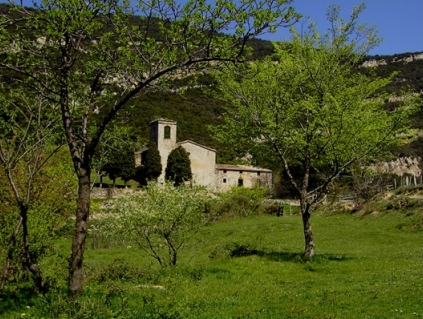
Església de Sant Martí de Talaixà.

Destaca l'església romànica de Sant Martí de Talaixà, situada al peu de la serra de Talaixà (1252 m alt.), contrafort meridional del puig de Comanegra, i damunt el coll de Talaixà. L'església és esmentada ja al segle x, i fou cedida al monestir de Sant Aniol d'Aguja, que hi establí una cel·la benedictina; passà després a dependre de Sant Llorenç del Mont.
El Coll de Talaixà, que comunica la vall de Beget amb la de Sant Aniol d'Aguja, fou un punt estratègic en el control del contraban per la seva proximitat amb la frontera francesa, d'aquí edificacions com la “Casilla”, on hi havia la caserna dels carrabiners, o la “Canova”, que es convertís en hostal donada l'afluència de viatgers de l'època. Arribaren els anys 60 amb l'arribada també del gas butà a les llars, i a conseqüència d'això, desapareixen la principal font d'ingressos dels garrotxins: el carbó d'alzina. Això comportà el despoblament massiu de l'Alta Garrotxa. Pels vols dels anys setanta, la darrera edificació habitada: La Masò, fou abandonada i Talaixà es queda buit, essent visitada tan sols pels ramaders, caçadors i excursionistes aventurers. Als anys 80 l'Alta Garrotxa passa a ser recolonitzada. Hippies i neorurals, adquireixen les antigues masies i tornen a donar vida a les valls garrotxines. Apareix llavors un personatge peculiar, conegut popularment com "En Rodri", per donar un nou impuls a aquest indret.

## ElRodri
Rodrigo Gómez Rodríguez, en Rodri, va néixer a Huelva el 1914, on va ser miner i guàrdia civil. Posteriorment va emigrar a Catalunya per treballar en la construcció. En els anys 80, ell i un amic seu van adquirir les ruïnoses edificacions de Talaixà per reconstruir-les i fer una cantina.
L'any 1988, l'empresa privada "Ormoier SA" va comprar la totalitat de la vall d'Hortmoier per convertir-lo en un vedat de caça, i van instal·lar una gran tanca metàl·lica de centenars de metres impedint el pas de veïns i excursionistes. Va néixer llavors un moviment popular per impedir la privatització de la zona.
A principis dels anys 90 el Rodri es va quedar sol, ja que el seu soci abandona Talaixà, i decideix llavors associar-se amb el Centre Excursionista d'Olot cedint-los una de les seves propietats per construir un refugi excursionista. Les gestions del Grup de Defensa de la Vall d'Hortmoier, format per 37 entitats, van aconseguir que l'ajuntament de Montagut declarés d'ús públic tot els camins, desapareixent així les tanques cinegètiques.
El 1992 es va declarar l'Alta Garrotxa com Espai d'Interès Natural, salvant així la zona definitivament de l'especulació i la privatització.
El 26 de desembre de l'any 2000 en "Rodri" va morir als 86 anys degut a una greu malaltia. Llavors, Talaixà perd el seu darrer habitant
Durant els anys 2010, 11 i 12 es va culminar la restauració de l'església de Sant Martí de Talaixà i el Centre excursionista d'Olot va finalitzar també la reconstrucció d'una part de la "Canova", concretament a on habitava en "Rodri", reconvertint-la en un refugi de muntanya "la casa de Talaixà".

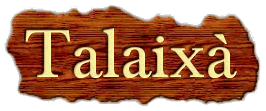
Logotip d'Amics de Talaixà

D'altra banda, el grup de "Els Amics de Talaixà" contruiexen el refugi lliure de "Can Torner" amb la finalitat de que excursionistes i caminants puguin trobar una aixoplug i un lloc per descasar durant la travessa del GR-11, complint així la promesa que se li va fer en vida a en "Rodri"

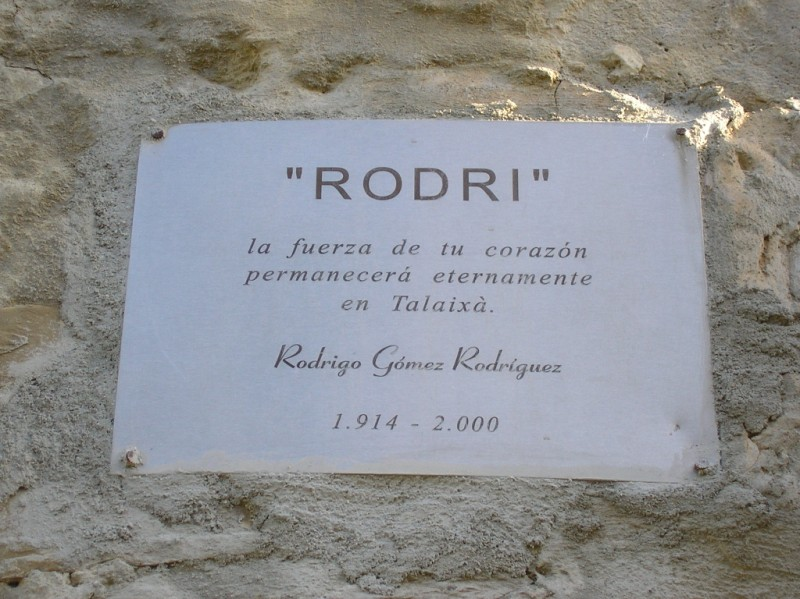
Talaixa-placa

Una placa commemorativa a l'entrada del refugi recorda la figura d'en Rodri.

## Fotografies

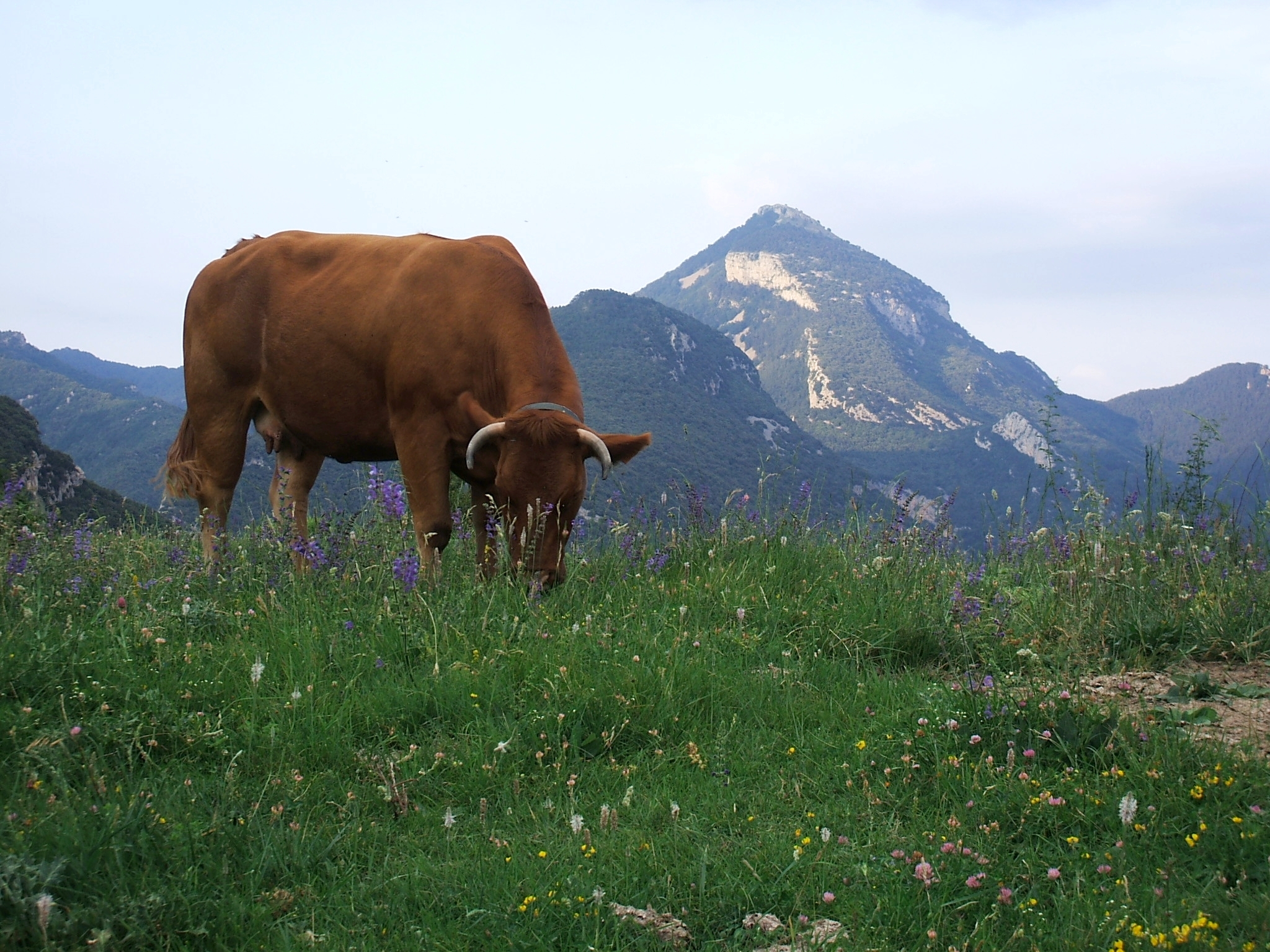
Vista del Coll de Talaixà amb el cim del Bassagoda al fons.
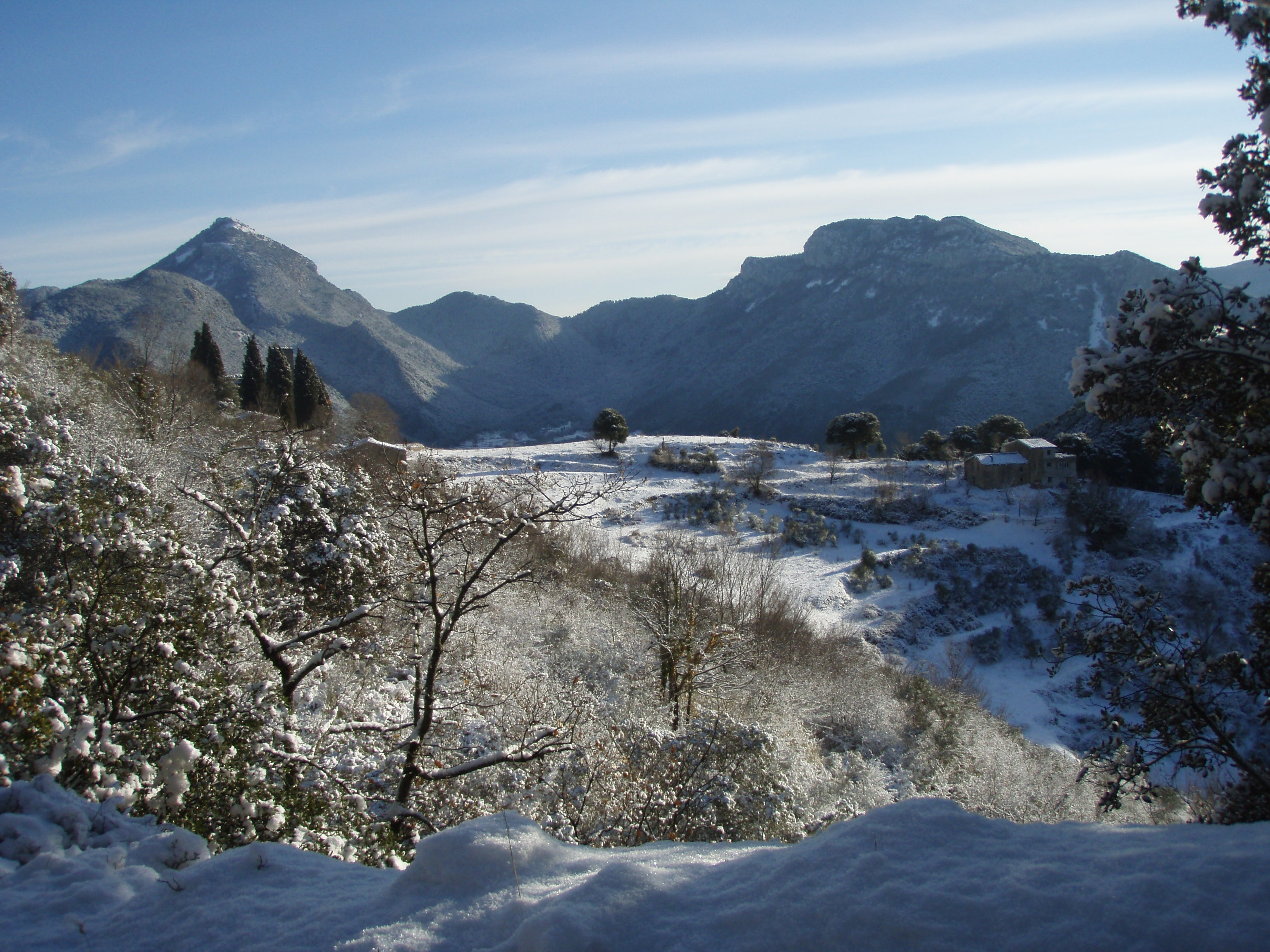
Talaixà després d'una gran nevada el 2007.
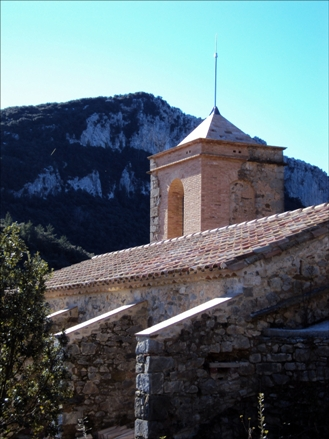
L'església de Sant Martí de Talaixà el 2009, després de la primera reconstrucció.
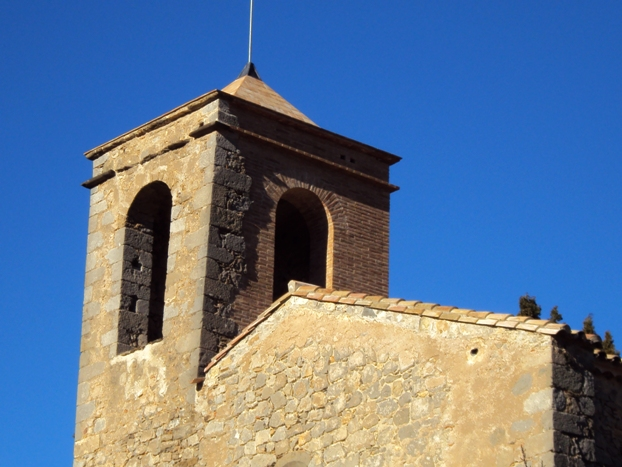
Campanar de l'església de Sant Martí de Talaixà després de la darrera reconstrucció.
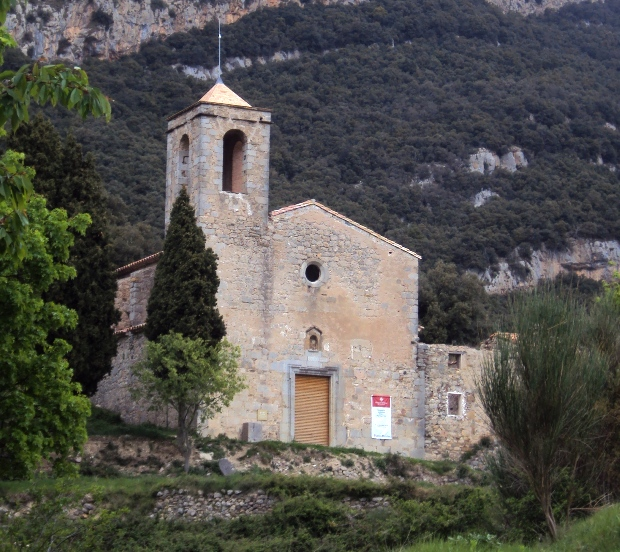
L'església de Sant Martí de Talaixà el 2012.
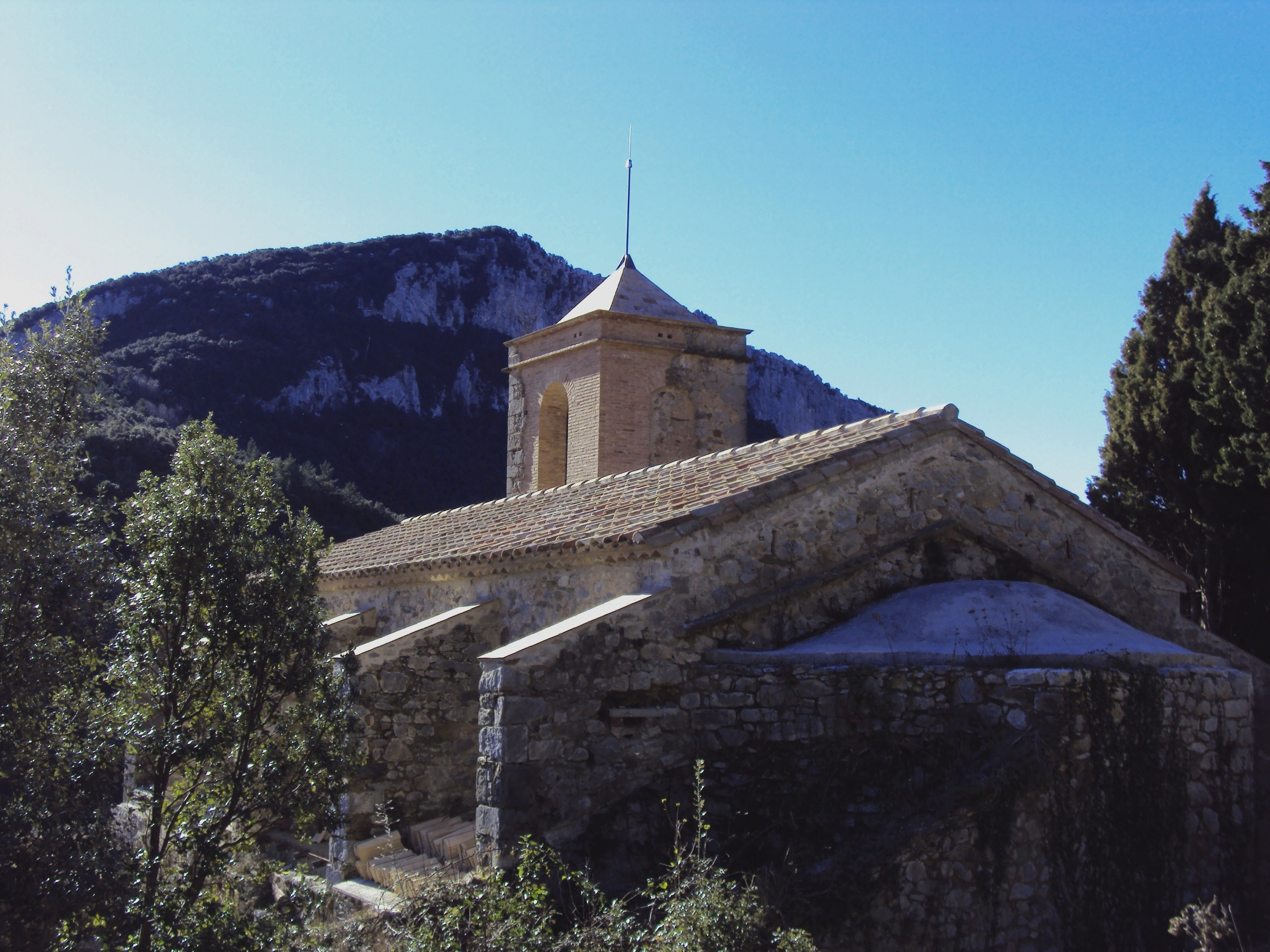
Vista de la reconstrucció completa Sant Martí de Talaixà.
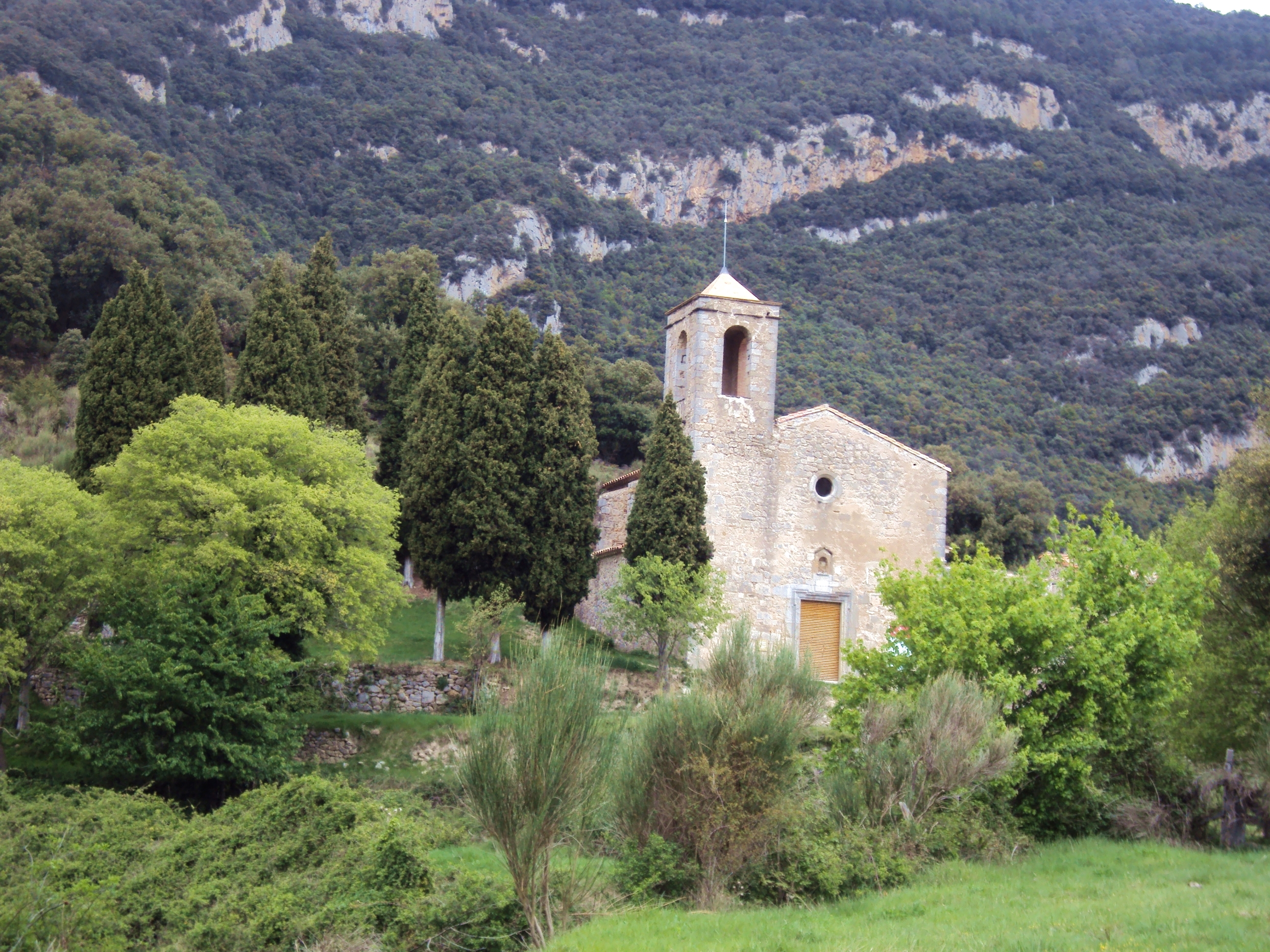
L'església de Sant Martí de Talaixà el 2012, un cop reconstruïda.
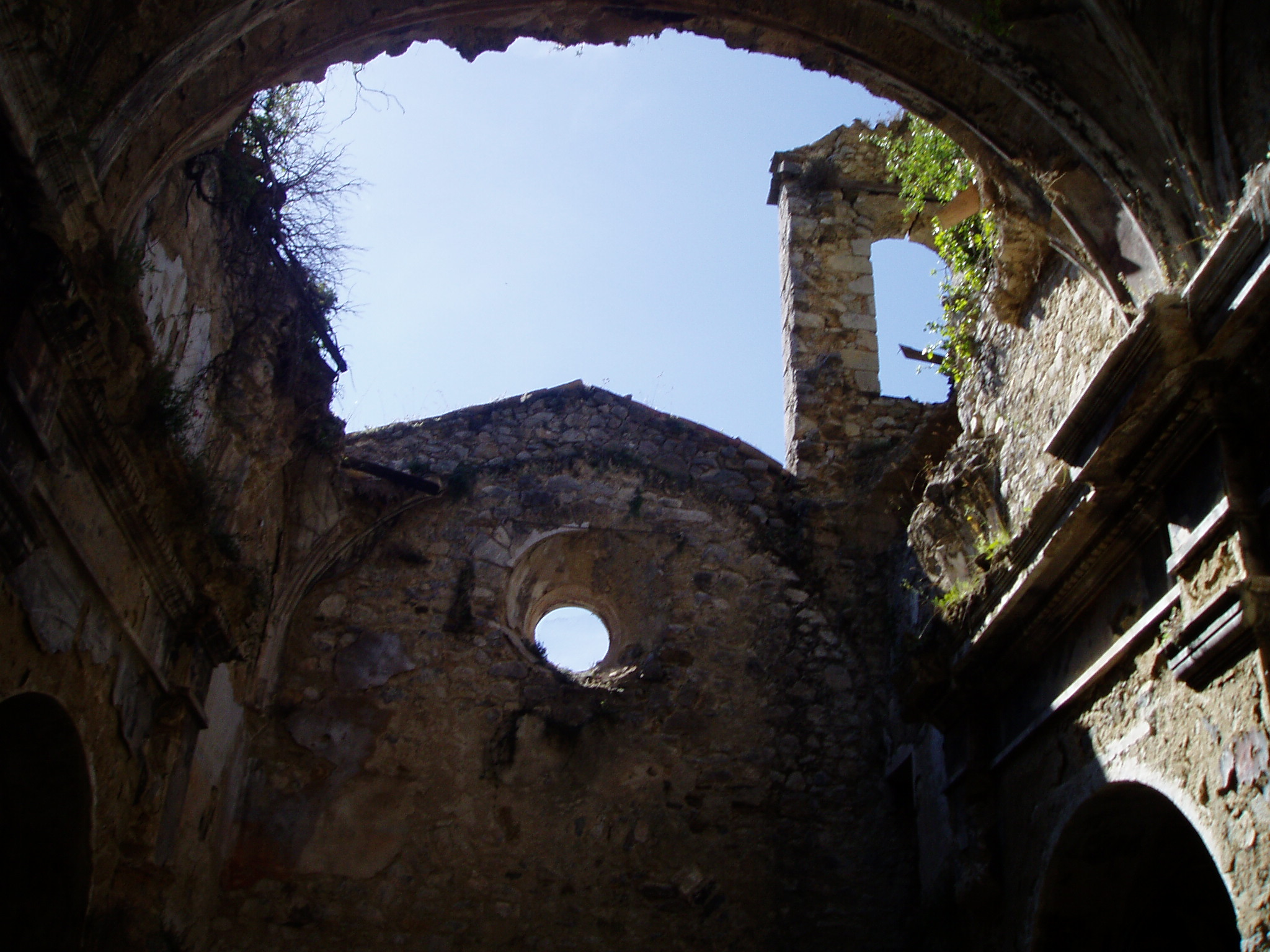
Interior de l'església de Sant Martí de Talaixà al 2004, abans de la restauració.
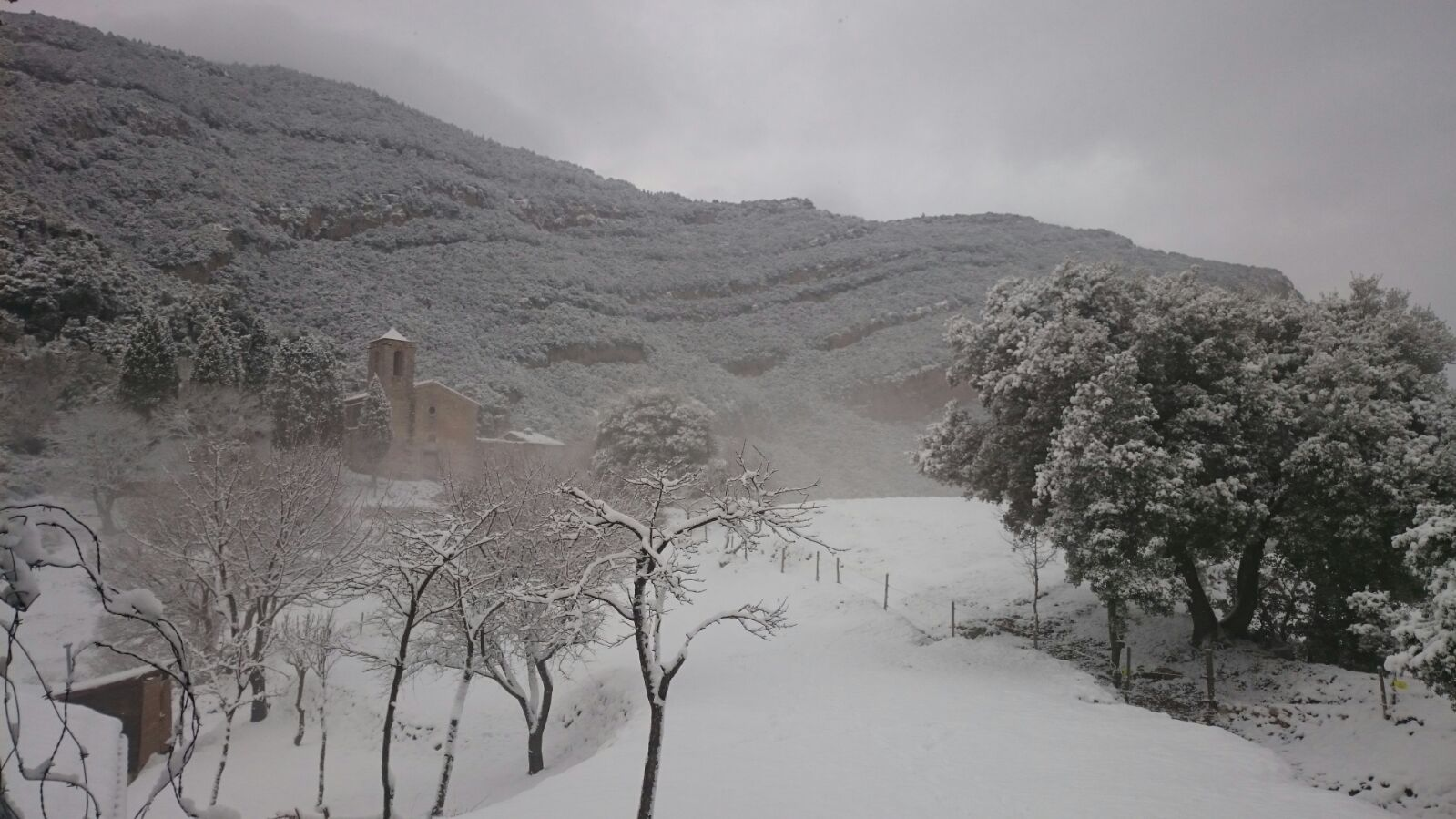
Sant Martí de Talaixa després de la nevada el gener de 2017.
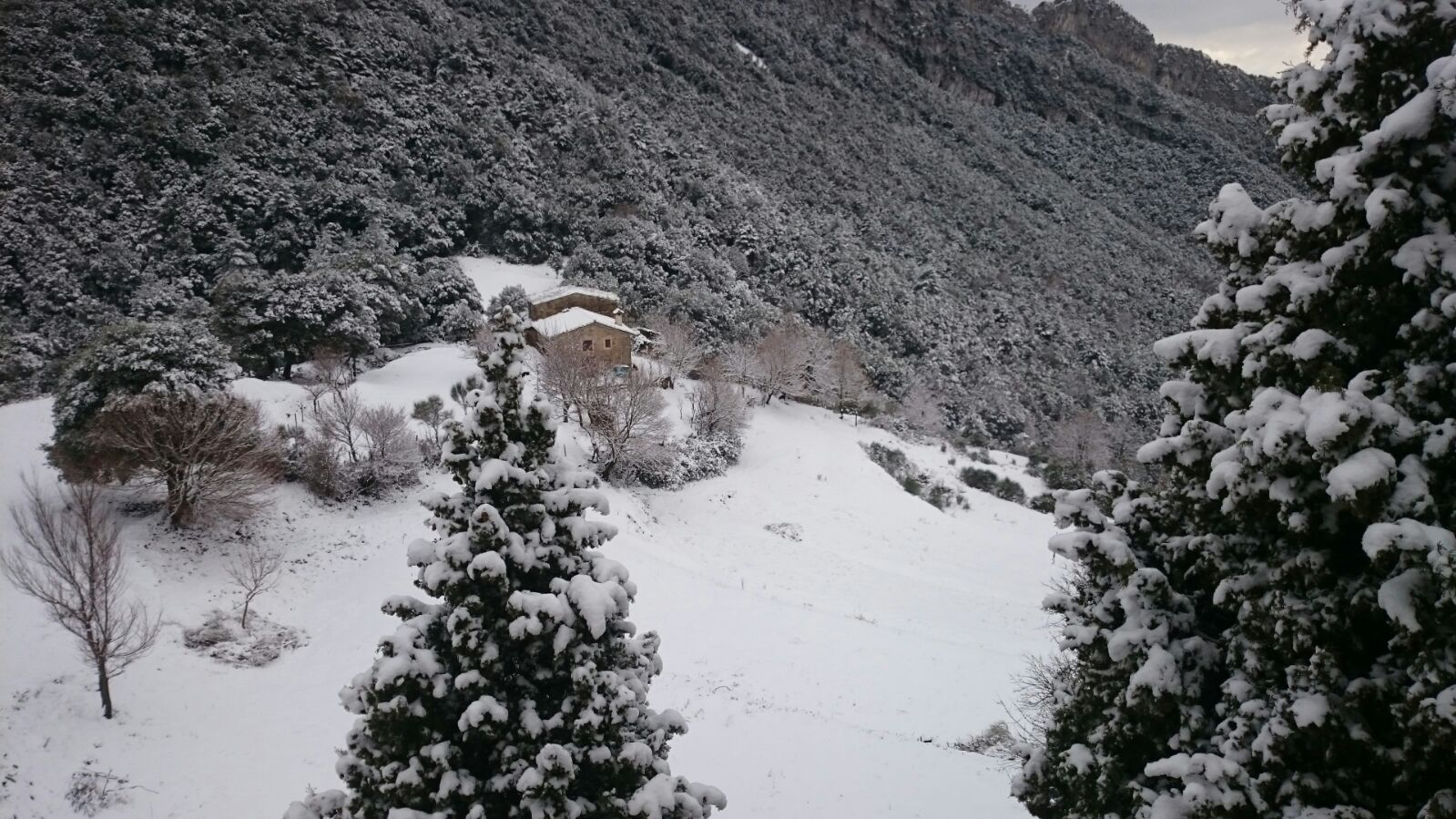
Vista de Talaixà després de la gran nevada de gener de 2017.
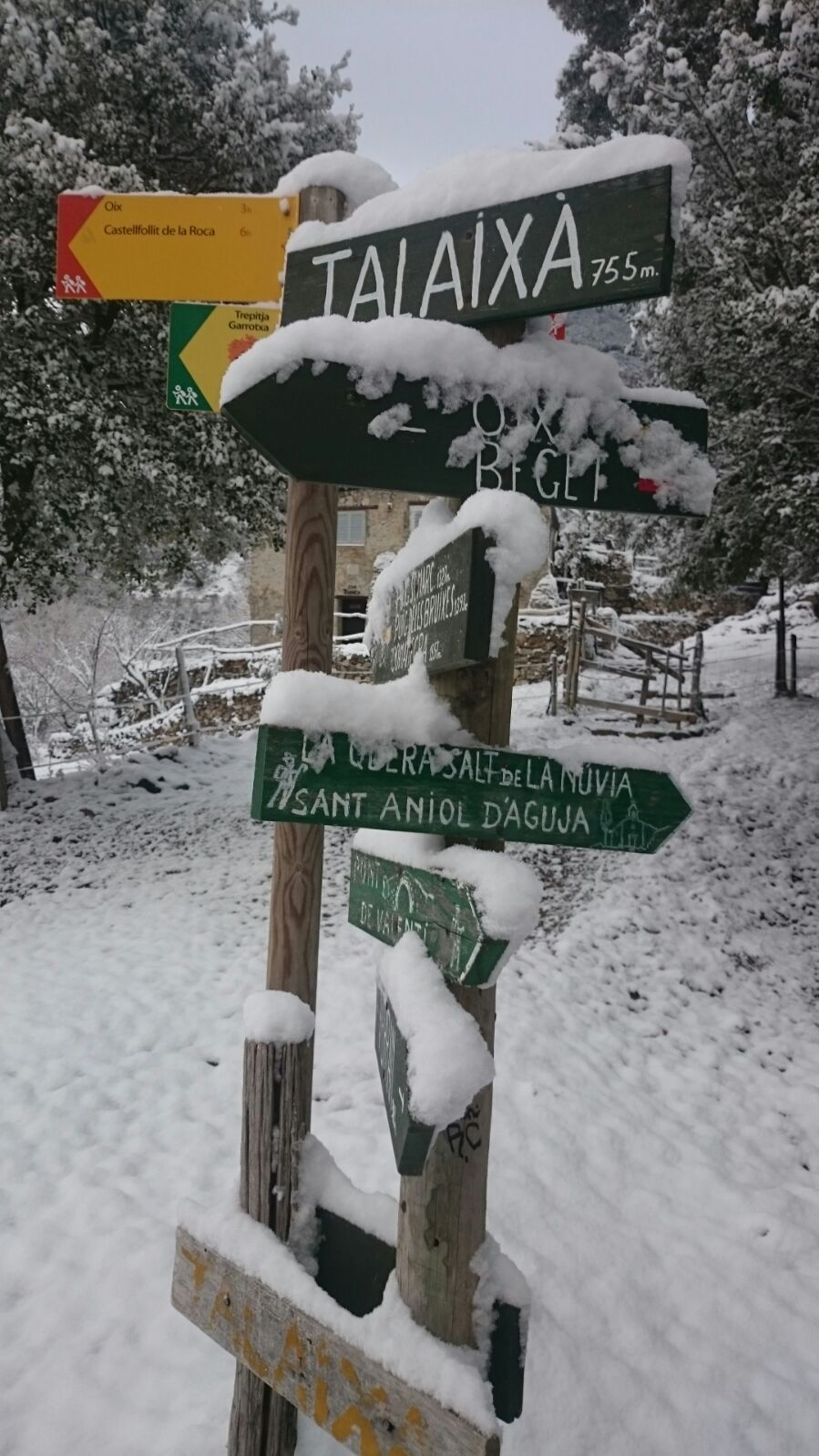
Talaixà nevat el gener de 2017.